# Anderson .Paak
Brandon Paak Anderson (Oxnard, Kalifornija, SAD, 8. veljače 1986.), poznatiji pod umjetničkim imenom Anderson .Paak (čita se: /pæk, pɑːk/), američki je pjevač, reper, tekstopisac, glazbenik i glazbeni producent.
Svoj debitantski miksani album, OBE Vol. 1, objavio je 2012., a debitantski studijski album Venice 2014. godine. U 2016. godini objavio je album Malibu koji je ubrzo dobio nominaciju Grammyja za "najbolji progresivni R&B album". Svoju prvu nagradu Grammyja osvojio je 2018. s pjesmom "Bubblin" kao najboljom rap pjesmom. Još dvije nagrade Grammyja osvojio je: u 2020. za najbolji R&B album – Ventura i najbolju R&B izvedbu – "Come Home" s Andréom 3000. Osim solo karijere, Anderson je 2015. osnovao duo NxWorries s producentom Knxwledgeom. Često ga prati i bend Free Nationals koji svira razne instrumente, poput električne gitare, basa, klavira, klavijatura i bubnjeva, a služe i kao prateći vokali. Godine 2021. osnovao je super-duo Silk Sonic s kolegom kantautorom Brunom Marsom. Zajednički debitantski singl, "Leave the Door Open", postao je Andersonov prvi singl koji je došao do broja jedan na Billboard Hot 100, te je dobio četiri nagrade na 64. dodjeli Grammyja, uključujući "pjesmu godine" i "snimku godine".

## Diskografija

### Studijski albumi
- Venice (2014.)
- Malibu (2016.)
- Oxnard (2018.)
- Ventura (2019.)

### Suradnički albumi
- Yes Lawd! (s Knxwledgeom, kao dio NxWorriesa) (2016.)
- An Evening with Silk Sonic (s Brunom Marsom, kao dio Silk Sonica) (2021.)

## Vanjske poveznice
- Službena stranica
- AllMusic
- Billboard